# The Nephilim
The Nephilim — второй студийный альбом английской готической группы Fields of the Nephilim, вышедший в 1988 году на лейбле Beggars Banquet Records. Диск имел большой успех среди слушателей и достиг двенадцатой позиции в британских чартах.

## Об альбоме
Диск посвящён преимущественно оккультной и мифологической тематике. Отдельные песни (а также их названия) содержат отсылки к работам Алистера Кроули.
Музыкальные критики высоко оценили альбом, отметив явный музыкальный прогресс Fields of the Nephilim, а также атмосферность их музыки и явное влияние ранних Pink Floyd.

## Список композиций
Все тексты: Карл МакКой. Музыка: Fields of the Nephilim.
1. «Endemoniada» — 7:14
2. «The Watchman» — 5:31
3. «Phobia» — 3:37
4. «Moonchild» — 5:40
5. «Chord of Souls» — 5:08
6. «Shiva» — 4:50
7. «Celebrate» — 6:23
8. «Love Under Will» — 7:39
9. «Last Exit for the Lost» — 9:41

## Участники записи
- Карл МакКой — вокал
- Тони Петтитт — бас-гитара
- Пол Райт — гитара
- Питер Йейтс — гитара
- Нод Райт — ударные